# Mrzlice
Mrzlice jsou malá vesnice, část obce Hrobčice v okrese Teplice. Nachází se asi dva kilometry východně od Hrobčic. Mrzlice jsou také název katastrálního území o rozloze 1,56 km².

## Historie
První písemná zmínka o Mrzlicích pochází z roku 1333, kdy byla vesnice součástí panství hradu Kostomlaty. V polovině čtrnáctého století je doložena existence mrzlického kostela. Během středověku ves patřila drobné šlechtě a nakonec byla připojena k Razicím. Po třicetileté válce ve vsi podle berní ruly z roku 1654 stálo šest selských a dvě menší usedlosti. Od roku 1698, resp. 1759, byly Mrzlice částí bílinského panství, u kterého zůstaly až do zrušení patrimoniální správy. Ve druhé polovině dvacátého století většina staveb ve vsi zchátrala, ale díky celkovému úpadku nebyl charakter vsi narušen novostavbami.

## Obyvatelstvo
Při sčítání lidu v roce 1921 zde žilo 103 obyvatel (z toho 47 mužů), z nichž bylo třináct Čechoslováků, 89 Němců a jeden cizinec. Až na jednoho evangelíka a jednoho člověka bez vyznání se hlásili k římskokatolické církvi. Podle sčítání lidu z roku 1930 měla vesnice 89 obyvatel: sedm Čechoslováků a 82 Němců. Všichni byli římskými katolíky.
|                                                                   | 1869 | 1880 | 1890 | 1900 | 1910 | 1921 | 1930 | 1950 | 1961 | 1970 | 1980 | 1991 | 2001 | 2011 |
| ----------------------------------------------------------------- | ---- | ---- | ---- | ---- | ---- | ---- | ---- | ---- | ---- | ---- | ---- | ---- | ---- | ---- |
| Obyvatelé                                                         | 133  | 124  | 102  | 101  | 112  | 103  | 89   | 75   | 59   | 64   | 62   | 57   | 52   | 67   |
| Domy                                                              | 28   | 28   | 28   | 28   | 27   | 26   | 26   | 28   | —    | 16   | 17   | 16   | 19   | 22   |
| Počet domů z roku 1961 je zahrnut v domech místní části Hrobčice. |      |      |      |      |      |      |      |      |      |      |      |      |      |      |

## Pamětihodnosti
Dominantou Mrzlic je kostel svatého Jakuba Většího, jehož dochovaná podoba je výsledkem pozdně empírové přestavby z konce první poloviny devatenáctého století. Ze starší lidové architektury se dochovala pouze sýpka s hrázděným patrem a pavlačí u usedlosti čp. 1. Většina ostatních domů je postavena v klasicistním, postklasicistním nebo eklektickém slohu. Z nich je nejlépe dochovaná usedlost čp. 26 s postklasicistní fasádou.